# Keriam
Keriam é uma mukim da daerah de Tutong, no Brunei. A sua capital é a cidade de mesmo nome.